# Hajdúszoboszló
Hajdúszoboszló (rumänska: Haiduszoboszlo) är en stad i Hajdú-Bihar i Ungern, belägen 20 kilometer sydväst om provinshuvudstaden Debrecen. Hajdúszoboszló är den tredje största staden i Hajdú-Biharprovinsen. Staden har 24 009 invånare (2019).

## Belägenhet
Staden ligger i den nordöstra delen av stora slättlandet. Tre regioner möter i närheten av staden; Hajdúhát i nordnordöst, Hortobágy (Puszta) i nordnordväst och stora Sárrét och Berettyóregionen i söder. Hajdúszoboszló ligger på en höjd på 100-110 meter över havet.

## Invånarantalshistoria
- 1870 - 12 269
- 1920 - 17 722
- 1970 - 22 003
- 2002 - 23 784
- 2005 - 23 827

För fler uppgifter se library.uu.nl

## Systerstäder
- Târnăveni, Rumänien
- Kežmarok, Slovakien